# Russell Lea, New South Wales
Russell Lea este o suburbie în Sydney, Australia.